# Marie Kuntzmann
Marie Kuntzmann, née le 6 septembre 1999 à Colmar, est une nageuse française pratiquant la nage libre ainsi que la nage en eau libre.

## Carrière
Marie Kuntzmann évolue au Cercle Nautique Chalonnais puis aux Dauphins du TOEC.
Marie Kuntzmann est troisième du 25 kilomètres aux Championnats de France de natation en eau libre 2020 à Jablines.
Aux Championnats de France de natation en eau libre 2021 à Gravelines, elle remporte le titre sur 5 kilomètres.
Aux Championnats de France de natation 2021 à Chartres, elle est vice-championne de France du 400 mètres nage libre.